# Анакона, Виннер
Ви́ннер Э́ндрю Анако́на Го́мес (исп. Winner Andrew Anacona Gomez; род. 11 августа 1988, Тунха) — колумбийский профессиональный шоссейный велогонщик, выступающий за команду Arkéa–Samsic.

## Карьера
Первоначально Виннер Анакона выступал не на шоссе, а в трековых велогонках и даже в 2006 году становился чемпионом Колумбии среди молодёжи в командном преследовании и в гонке по очкам.
С 2009 года Виннер выступает на шоссе. В 2011 году он стал вторым на Girobio (молодёжная версия Джиро д’Италия) и выиграл один из этапов этой гонки. Данный успех привлёк к колумбийцу внимание профессиональных команд и в 2012 году Анакона стал профессионалом, подписав контракт с итальянской командой Lampre-ISD.
В итальянской команде Анакона провёл три года. В большинстве гонок он не имел личной свободы и выполнял роль «грегари» для лидеров команды. Так на Туре Юты 2014 года он помог занять Крису Хорнерe второе место в общем зачёте, а сам стал третьим. Главным успехом для колумбийца стала победа на этапе Вуэльты в 2014 году, когда он из отрыва выиграл горный девятый этап.
В 2015 году Виннер Анакона перешёл в состав испанской профессиональной команды Movistar Team.

## Победы
2006
 Чемпионат Колумбии среди юниоров в индивидуальной гонке
2009
10-й Gran Premio Industrie del Marmo
2010
8-й Girobio
10-й Trofeo Gianfranco Bianchin
2011
2-й Girobio
1-й Этап 5
6-й Trofeo Gianfranco Bianchin
2012
10-й Тур Словении
2014
1-й Этап 9 Вуэльта Испании
2-й Чемпионат Колумбии в групповой гонке
3-й Тур Юты
2015
6-й Вуэльта Бургоса
2016
6-й Вуэльта Кастилии и Леона
9-й Тур Абу Даби
2019
1-й  Вуэльта Сан-Хуана
1-й на этапе 5

### Гранд-туры
| Гонка          | 2012 | 2013 | 2014 | 2015 | 2016 | 2017 | 2018 |
| -------------- | ---- | ---- | ---- | ---- | ---- | ---- | ---- |
| Джиро д’Италия | —    | —    | 62   | —    | —    | 25   |      |
| Тур де Франс   | —    | —    | —    | 57   | 69   | —    |      |
| Вуэльта        | 19   | 105  | 27   | —    | —    | —    |      |

| — | Не участвовал |